# Yashiga (köpinghuvudort i Kina, Qinghai Sheng, lat 36,07, long 101,94)
Yashiga (kinesiska: 牙什尕, 牙什尕镇) är en köpinghuvudort i Kina. Den ligger i provinsen Qinghai, i den nordvästra delen av landet, omkring 64 kilometer söder om provinshuvudstaden Xining. Antalet invånare är 13 580. Befolkningen består av 7 004 kvinnor och 6 576 män. Barn under 15 år utgör 29,0 %, vuxna 15-64 år 64 %, och äldre över 65 år 6,0 %.
Runt Yashiga är det ganska glesbefolkat, med 34 invånare per kvadratkilometer. Närmaste större samhälle är Magitang, 17,0 km sydost om Yashiga. Trakten runt Yashiga består i huvudsak av gräsmarker.
Genomsnittlig årsnederbörd är 537 millimeter. Den regnigaste månaden är juli, med i genomsnitt 140 mm nederbörd, och den torraste är januari, med 3 mm nederbörd.